# San Juan Mountains
De San Juan Mountains zijn een bergketen die deel uitmaken van de Southern Rocky Mountains, een relatief geïsoleerd gebergte dat als het meest zuidelijke deel van de Rocky Mountains gezien wordt. De San Juan Mountains zelf vormen een van de meest zuidelijke bergketens van de Southern Rocky Mountains en liggen in het zuidwesten van de Amerikaanse deelstaat Colorado en het noordwesten van New Mexico. De San Juan Mountains speelden een belangrijke rol in de goud- en zilvermijnindustrie van het vroege Colorado. Grotere nederzettingen als Creede, Lake City, Silverton, Ouray en Telluride zijn alle voormalige mijnkampen.
De San Juan Mountains zijn, in vergelijking met andere delen van de Rocky Mountains, relatief hoog: met zowel hooggelegen plateaus als hoge pieken. Met 4361 meter is Uncompahgre Peak de hoogste bergtop van de San Juan Mountains. De infrastructuur in de nederzettingen in de San Juan Mountains behoort daarom tot de hoogste van het land. Zo is Telluride Airport op een hoogte van 2765 meter de hoogstgelegen luchthaven met een regelmatige commerciële dienst.
Ten oosten van de San Juan Mountains ligt de Sangre de Cristo Range.

## Mijnbouw en geologie
Grootschalige ontginning vindt niet meer plaats in de regio. De laatste actieve grote mijnen waren de Sunnyside Mine bij Silverton (actief tot in de late twintigste eeuw) en de Idarado Mine op Red Mountain Pass (gesloten in de jaren 1970). Bekende voormalige mijnen in de San Juan Mountains zijn die van Camp Bird en Smuggler Union, beide gelegen tussen Telluride en Ouray.
Bij de mijn van Summitville vond in de jaren 90 van de twintigste eeuw een grote milieuramp plaats waarbij cyanide uit een bezinkingsbekken lekte. Summitville bevindt zich in de Summitville caldeira, een van de vele uitgedoofde vulkanen van het San-Juanvulkaanveld. Een van deze gedoofde caldera's, die van La Garita, heeft een diameter van meer dan 55 kilometer. De oostelijke zijde van de San Juan Mountains worden gekenmerkt door grote lavabedden, waarvan enkele tot de bodem van de San Luis Valley reiken.
De erosie heeft vulkanisch gesteente uit het Paleogeen en Neogeen (65 tot 2,6 miljoen jaar geleden) blootgesteld aan het oppervlak. Een van de grootste bronnen van coalbed methaan bevindt zich in het San Juan-bekken in New Mexico en Colorado. Dit is aardgas dat vrijkomt uit steenkool, hetzij door bacteriële activiteit of door blootstelling aan hoge temperaturen. Coalbed methaan levert 7 procent van het aardgas in de Verenigde Staten.

## Toerisme
Toerisme is een belangrijke economische activiteit. Een gekende attractie vormt de smalspoorweg tussen Durango en Silverton in de zomer. Op oude routes naar historische mijnkampen wordt recreatief met terreinwagens gereden, onder meer over de Black Bear Road. Het bezoeken van oude ghost towns is populair, net als bergwandelen in wildernisgebieden en bergbeklimmen. De oude mijnkampen zijn populair geworden als locatie voor tweede woonsten (enkel gebruikt in de zomer). Ondanks dat de San Juan Mountains zeer steil zijn en er veel sneeuw valt, is enkel Telluride uitgegroeid tot een groot skistation.

## Hydrografie
De Continental Divide loopt over de San Juan Mountains. De oostelijke zijde van de bergketen behoort tot het stroomgebied van de Rio Grande. De westelijke zijde via de San Juan, Dolores en Gunnison River tot het stroomgebied van de Colorado. Ten westen van de San Juan Mountains ligt een deel van het ruige en droge Coloradoplateau.

## Beschermde gebieden
Een groot deel van de San Juan Mountains wordt beschermd door de "San Juan" en "Uncompahgre" National Forests.

## Toppen

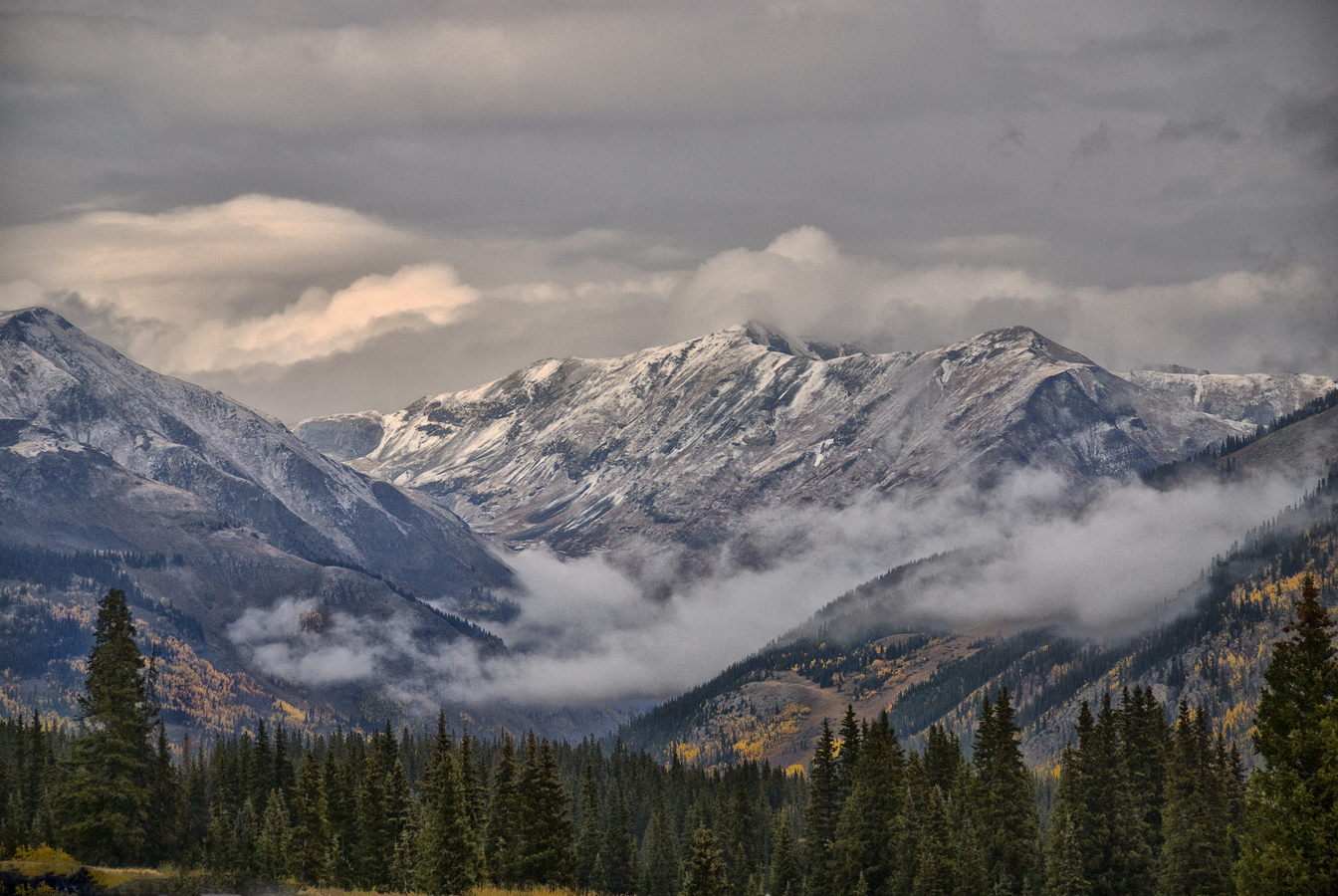
San Juans in de herfst van 2008, gezien vanaf het noorden van Durango

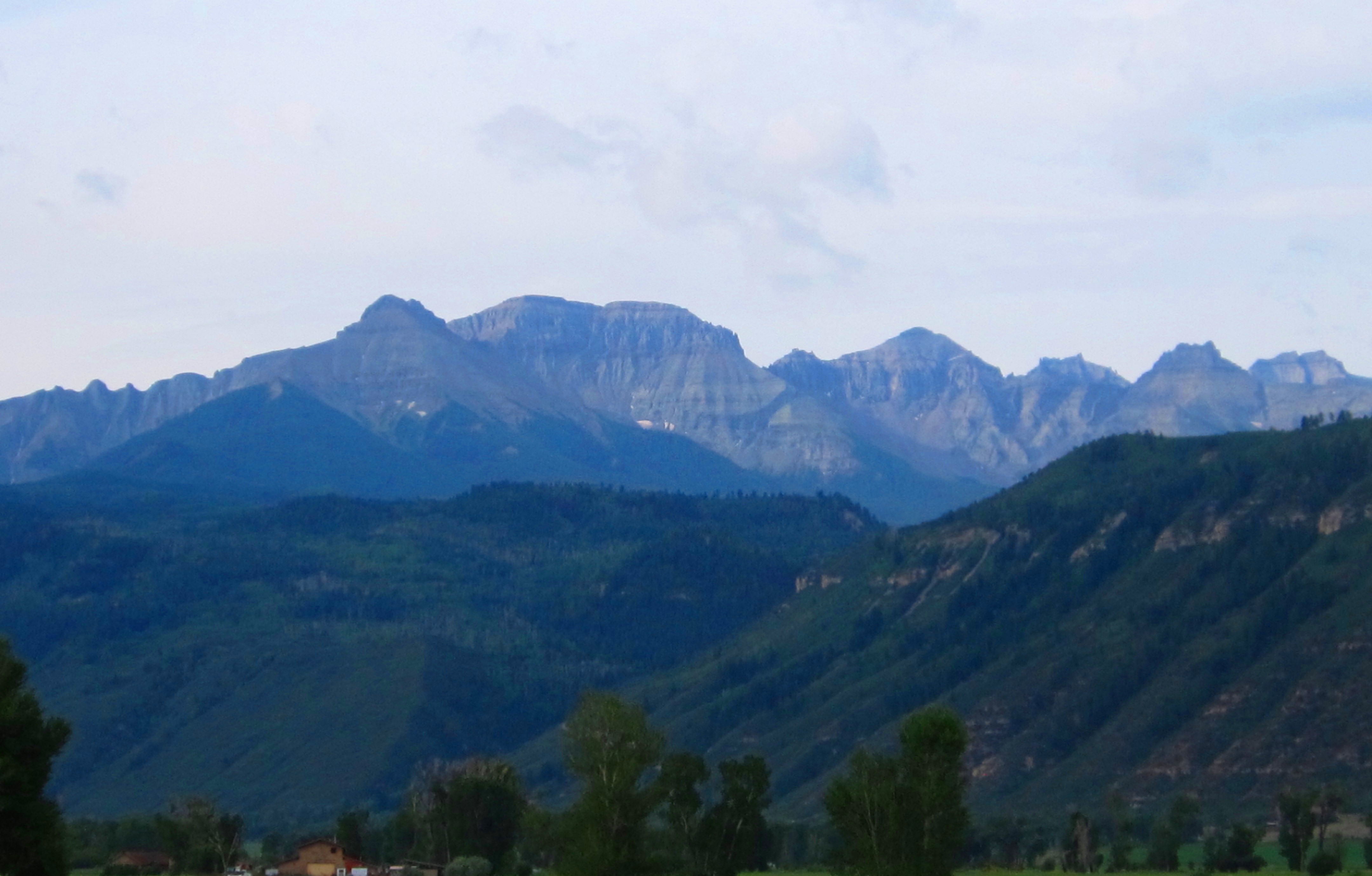
Sneffels Range vanaf Ridgway, Colorado

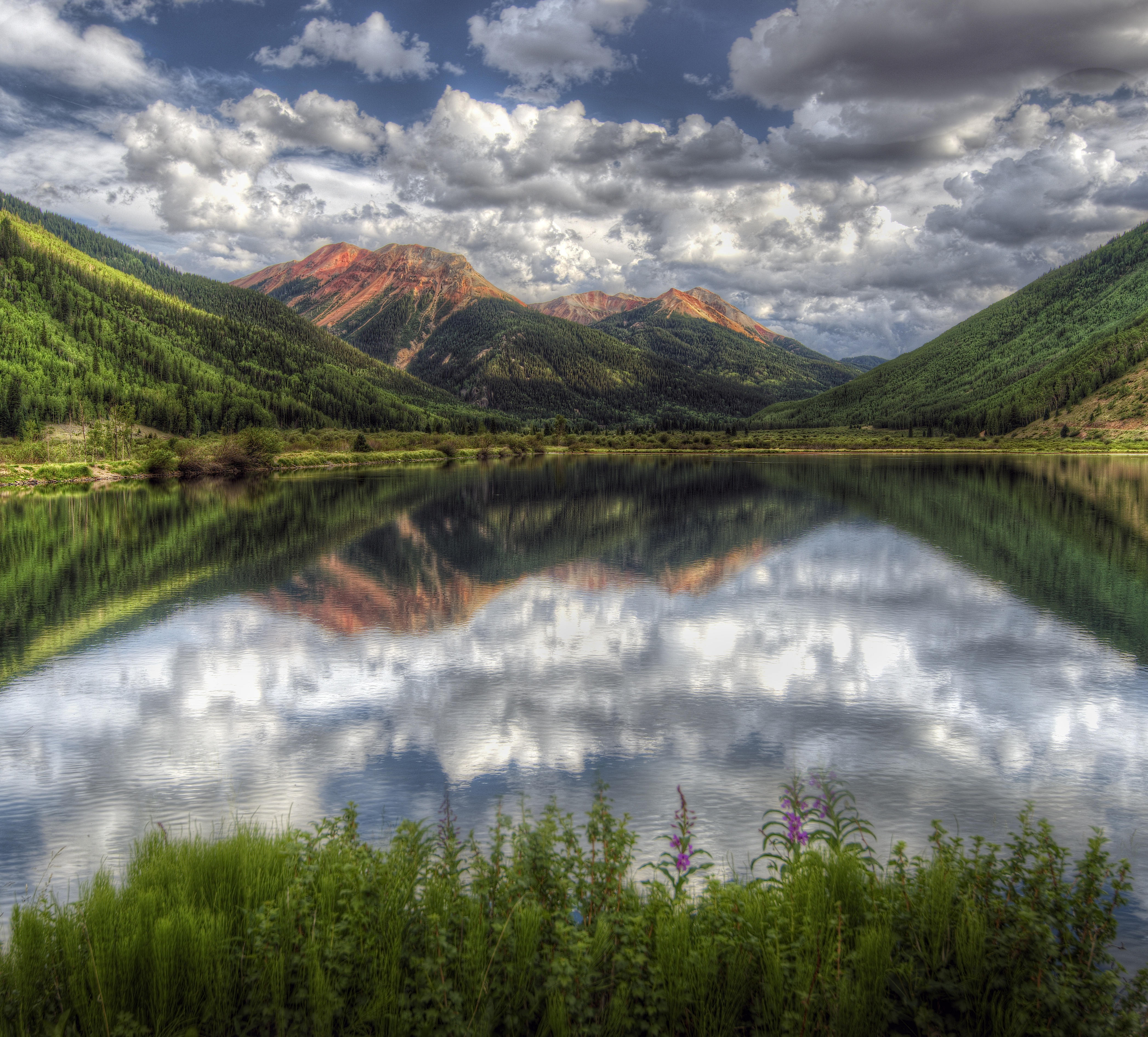
Red Mountain Pass

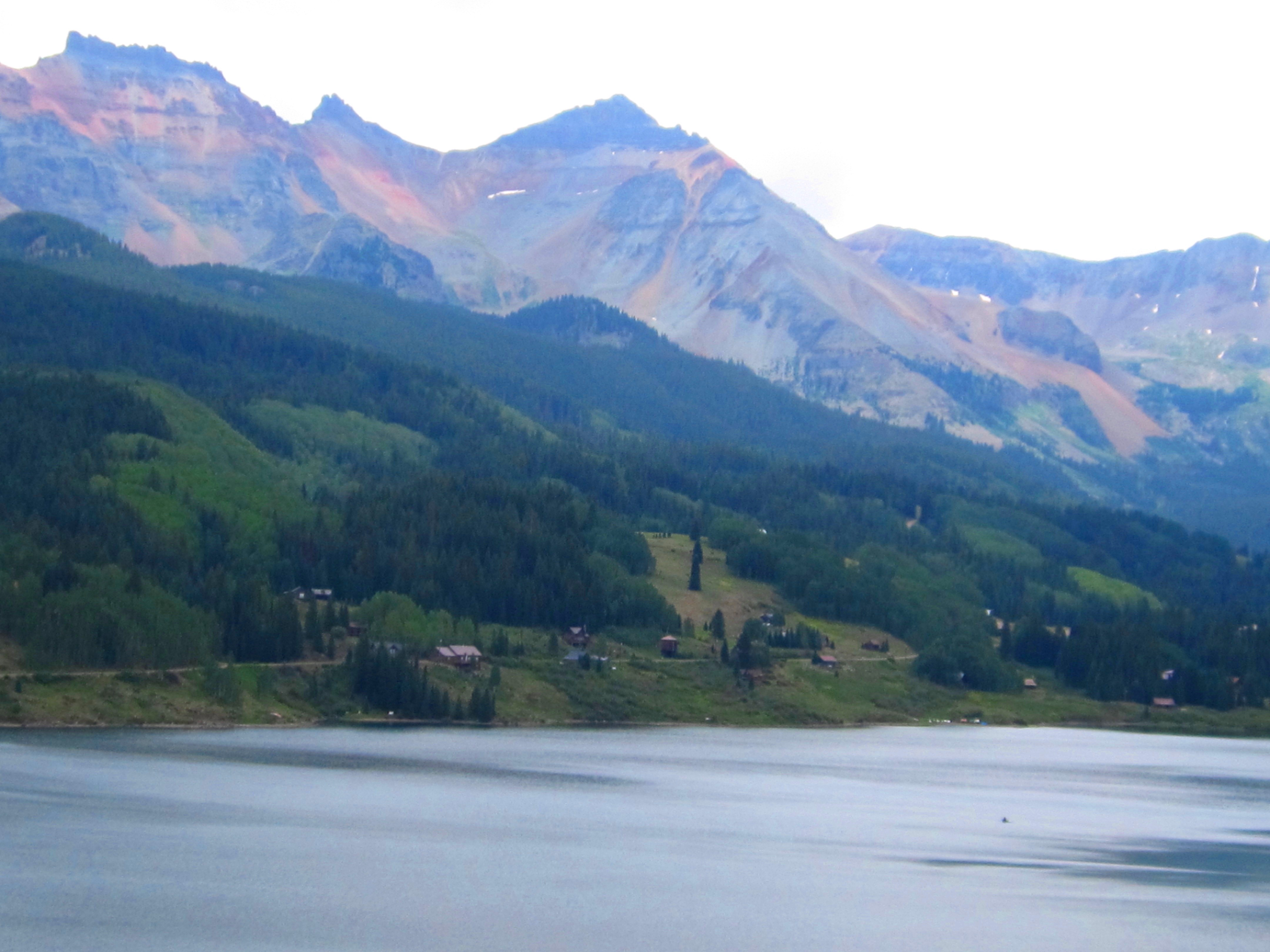
Trout Lake nabij Telluride

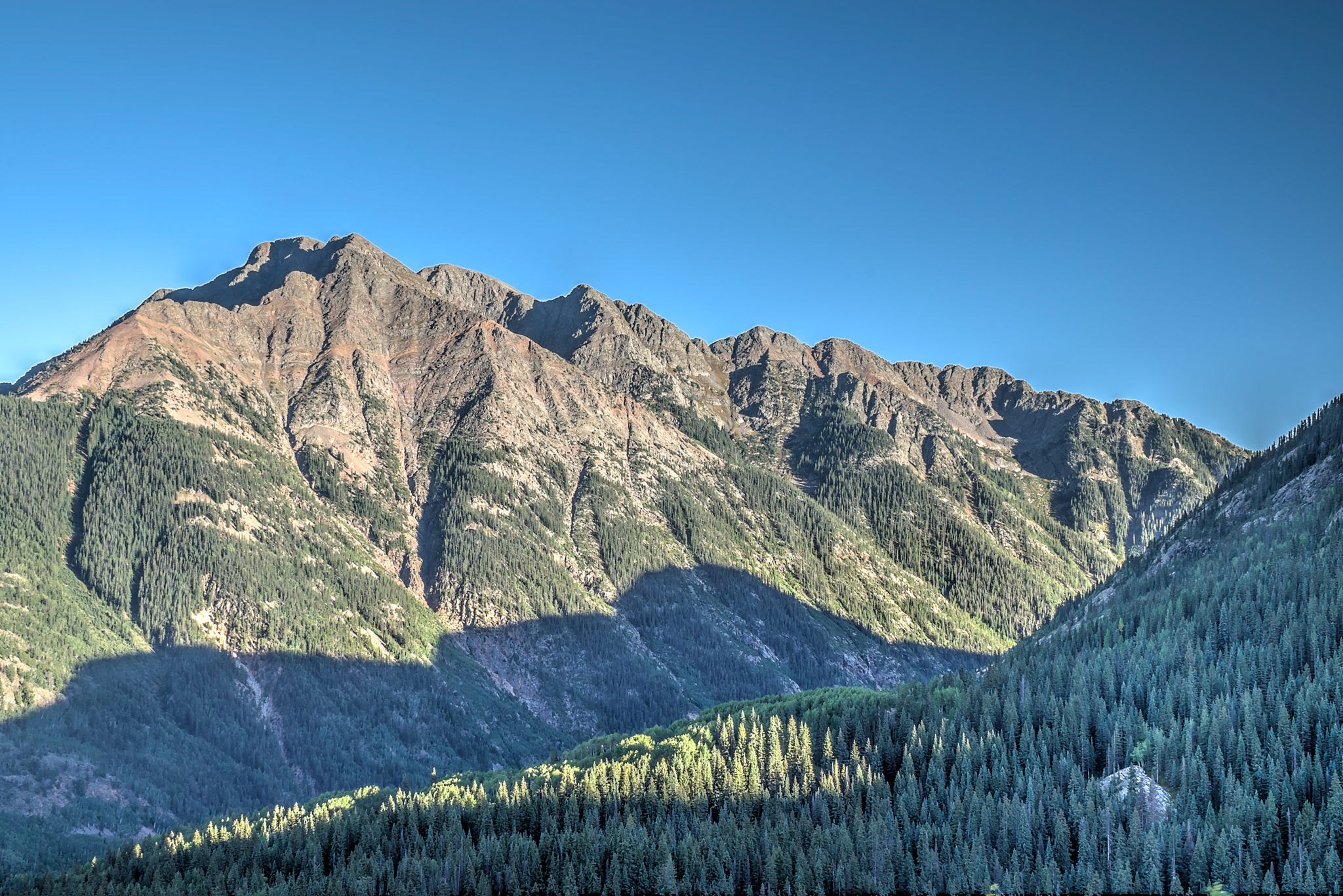
Twilight Peak

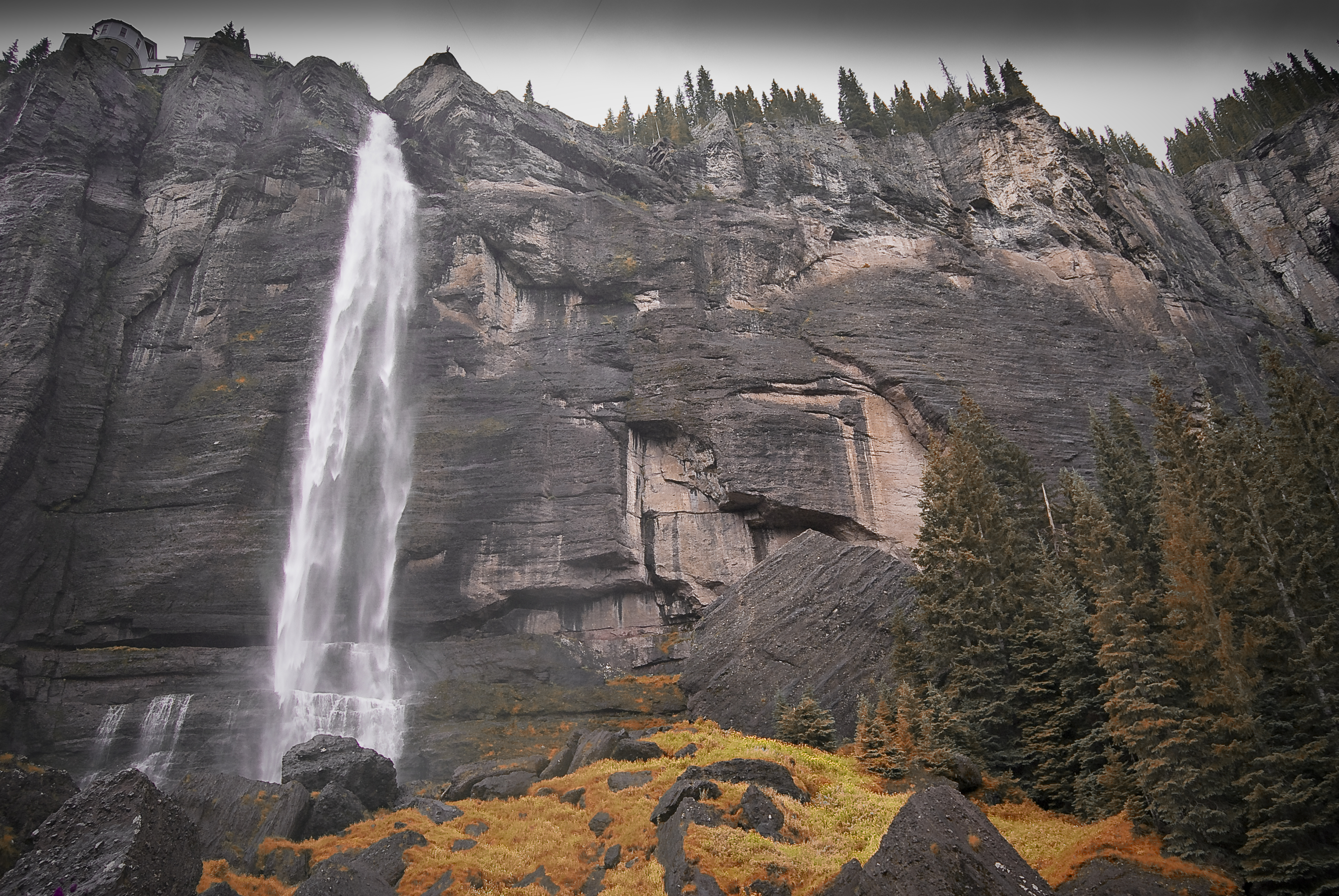
Bridal Veil Falls nabij Telluride

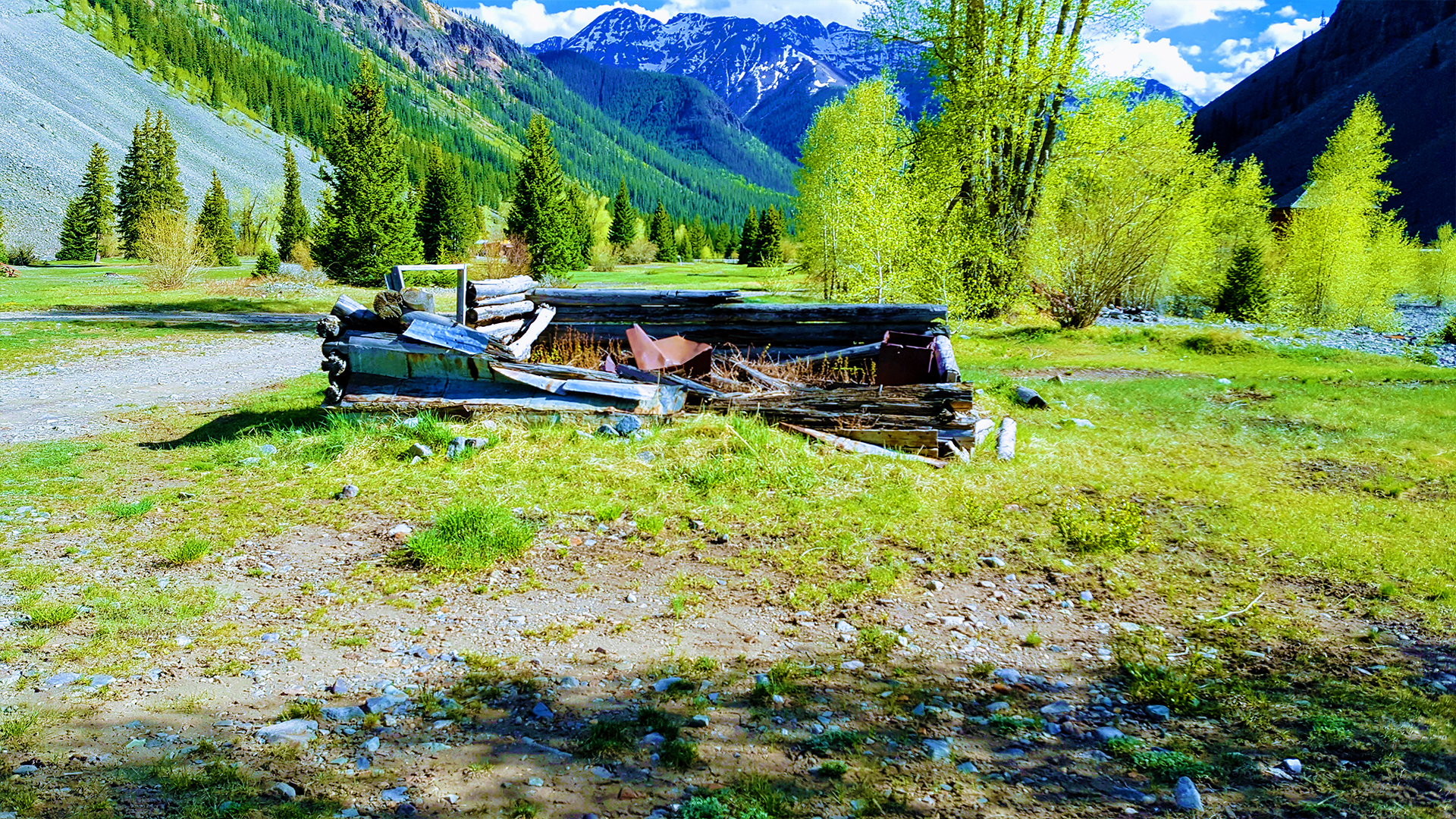
Restanten van een verlaten huis in Eureka

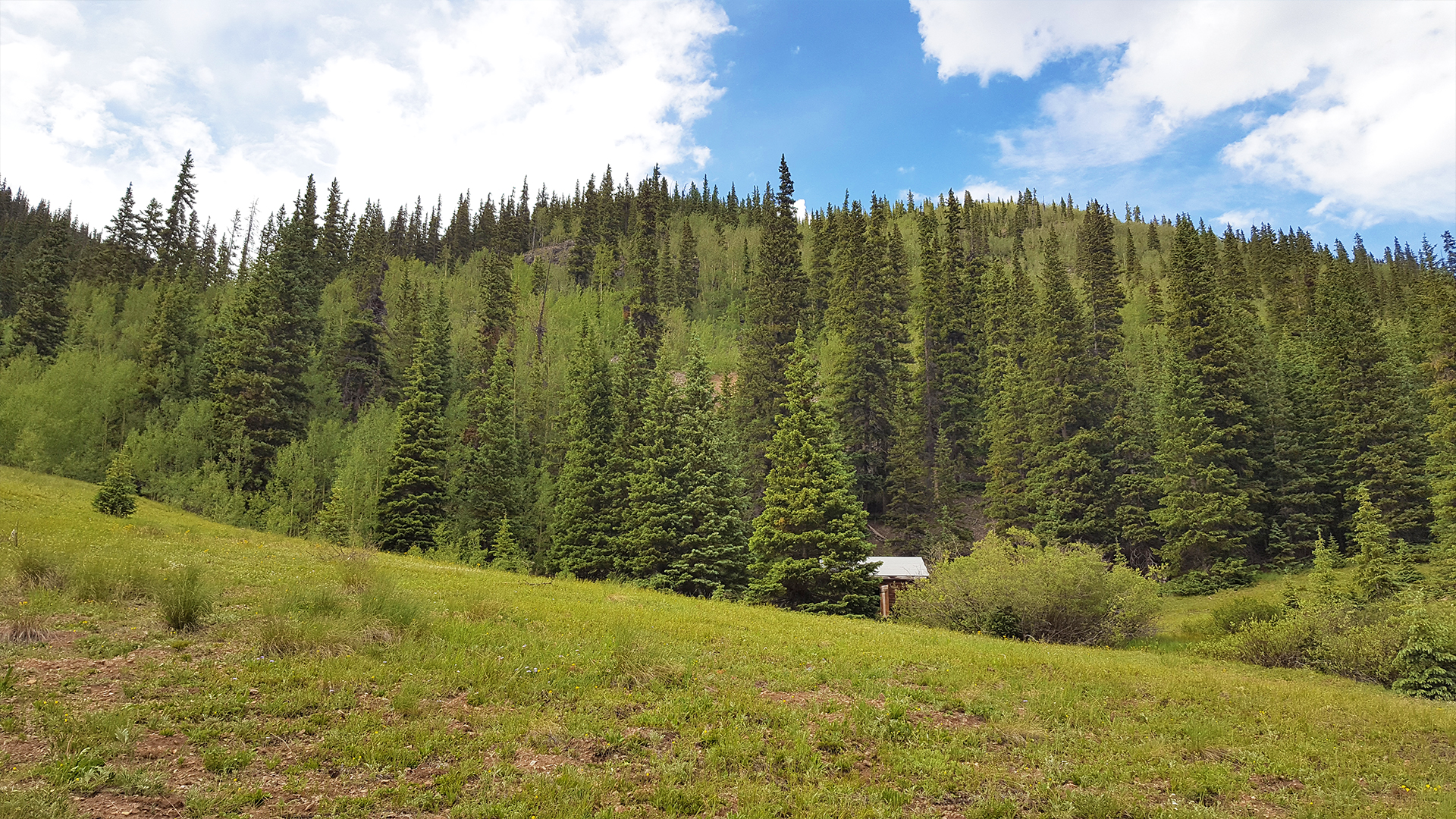
Verlaten huis in het spookstadje Gladstone

- NB: dit is een lijst van belangrijkste toppen van de Suan Juans. Er zijn nog veel meer toppen hoger dan 3500 meter.

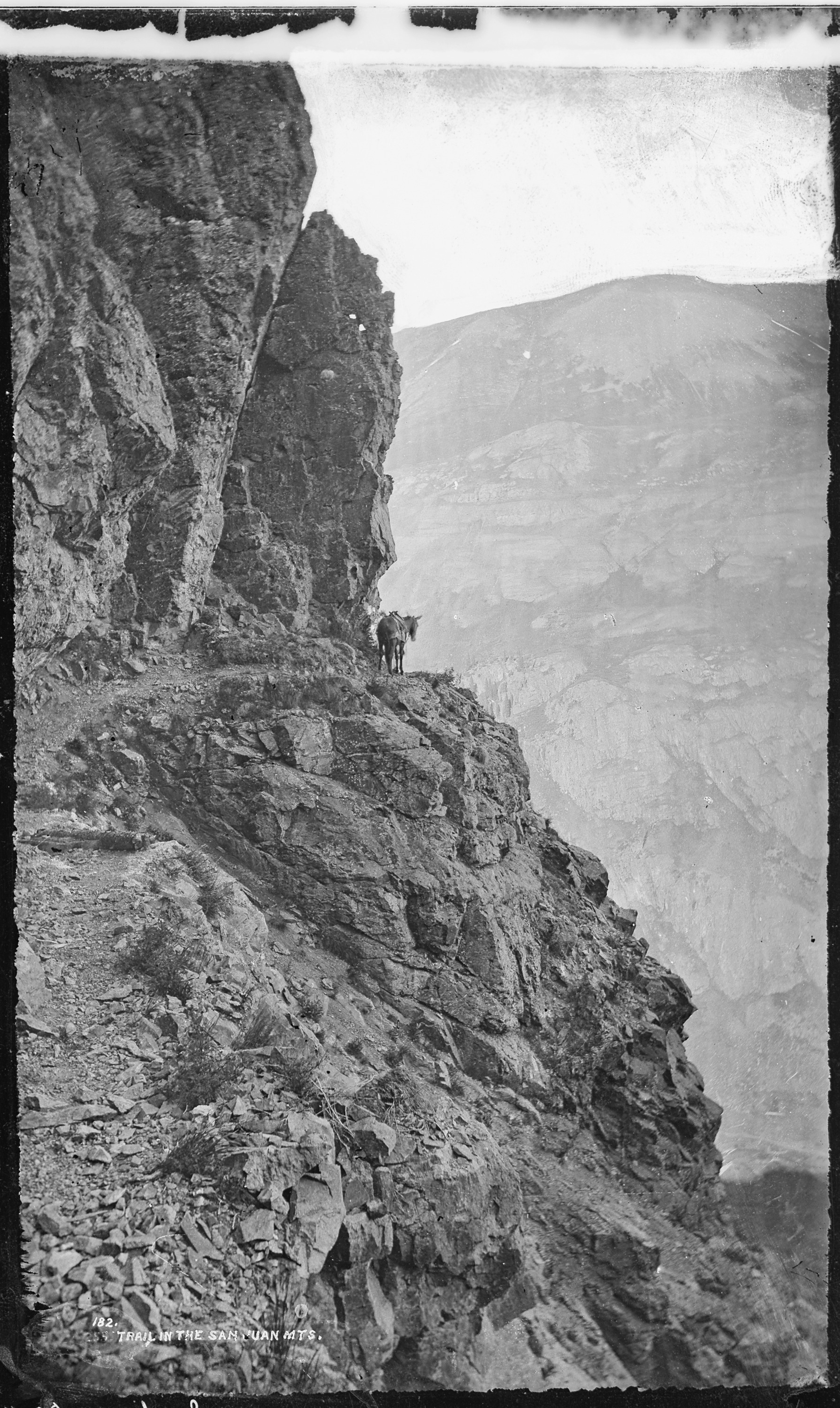
Hayden Geological Survey, 1870s

| Rang | Top                | Hoogte   | Prominentie | Dominantie |
| ---- | ------------------ | -------- | ----------- | ---------- |
| 1    | Uncompahgre Peak   | 4365     | 1303.63     | 136.89     |
| 2    | Mount Wilson       | 4344.08  | 1226.515    | 53.21      |
| 3    | Mount Sneffels     | 4315.4   | 929.64      | 25.32      |
| 4    | Mount Eolus        | 4294.6   | 665.378     | 40.48      |
| 5    | Handies Peak       | 4284.8   | 575.462     | 18.00      |
| 6    | San Luis Peak      | 4273.8   | 948.842     | 43.41      |
| 7    | Vermilion Peak     | 4236.719 | 641.604     | 14.60      |
| 8    | Rio Grande Pyramid |          |             |            |
| 9    | Mount Oso          |          |             |            |
| 10   | Tower Mountain     |          |             |            |
| 11   | Sultan Mountain    |          |             |            |
| 12   | Summit Peak        |          |             |            |
| 13   | Dolores Peak       |          |             |            |
| 14   | Lavender Peak      |          |             |            |
| 15   | Bennett Peak       |          |             |            |
| 16   | Conejos Peak       |          |             |            |
| 17   | Twilight Peak      |          |             |            |
| 18   | South River Peak   |          |             |            |
| 19   | Peak 13,010        |          |             |            |
| 20   | Lone Cone          |          |             |            |
| 21   | Graham Peak        |          |             |            |
| 22   | Elliott Mountain   |          |             |            |
| 23   | Cornwall Mountain  |          |             |            |
| 24   | Sawtooth Mountain  |          |             |            |
| 25   | Chalk Benchmark    |          |             |            |
| 26   | Little Cone        |          |             |            |
| 27   | Cochetopa Dome     |          |             |            |
| 28   | Horse Mountain     |          |             |            |